# Річард Дін Андерсон
Річард Дін Андерсон (англ. Richard Dean Anderson; нар. 23 січня 1950) — американський телевізійний і кіноактор, продюсер і композитор. Набув популярності після виконання головної ролі у телесеріалі «Макгайвер» та ролі полковника / генерала Джека О'Нілла (англ. Jack O’Neill) у телесеріалі «Зоряна брама: SG-1» (англ. Stargate SG-1), який є одним з найдовших науково-фантастичних телесеріалів в історії Північної Америки.

## Основна фільмографія
- 2011 — Fairly Legal / Девід Сміт
- 2009—2010 — Зоряна брама: Всесвіт (Stargate Universe) / генерал Джек О'Нілл
- 1997—2007 — Зоряна брама: SG-1 (Stargate SG-1) / генерал Джек О'Нілл
- 2004—2006 — Зоряна брама: Атлантида (Stargate Atlantis) / генерал Джек О'Нілл
- 2006 — Сімпсони (The Simpsons)
- 1997 — Пожежна частина (Firehouse) / лейтенант Майкл Брукс
- 1996 — Doomsday Virus (або Pandora's Clock), мінісеріал / капітан Джеймс Голланд
- 1995 — Легенда (Legend), телесеріал / Ернест Пратт
- 1992 — Очами вбивці (Through the Eyes of a Killer) / Рей Беллано
- 1985—1992 — Макгайвер / Ангус Макгайвер
- 1986 — Звичайні герої (Ordinary Heroes), телефільм / Тоні Кайзер
- 1986 — Випадковий підробіток (Odd Jobs) / Спуд
- 1983—1984 — Емералд-Поінт (Emerald Point N.A.S.) / лейтенант ВМС Саймон Адамс
- 1982—1983 — Сім наречених для семи братів (Seven Brides for Seven Brothers) / Адам Макфадден
- 1977—1981 — Головний госпіталь / доктор Джефф Веббер